# René Roemersma
René Roemersma (* 27. März 1958; † 17. Februar 2021 in Santander, Spanien) war ein ehemaliger niederländischer,  linker Anti-Apartheid-Aktivist und erlangte internationale Presseaufmerksamkeit als einziges verurteiltes Mitglied und mutmaßlicher Anführer der niederländischen Terrorgruppe Revolutionaire Anti-Racistische Actie (RaRa).

## Wirken
René Roemersma wurde am 11. April 1988 in Amsterdam verhaftet und angeklagt in Verbindung mit den RaRa-Anschlägen gestanden zu haben. Unter den RaRa-Anschlägen werden eine Serie von Brandanschlägen auf die niederländisch-deutsche Supermarktkette Makro, auf Niederlassungen der Forbo Holding sowie auf Shell-Tankstellen verstanden. Ziel dieser Angriffe war es, die entsprechenden Unternehmen dazu zu bewegen, sich aus Südafrika zurückzuziehen und so im Kampf gegen das imperialistische System, welches aufgrund von politischen und wirtschaftlichen Interessen das Apartheid-Regime in Südafrika aufrechterhalte, ein Zeichen zu setzen. Diese Strategie hatte sowohl bei Makro als auch bei Forbo Erfolg. Roemersma wurde zusammen mit 7 weiteren Verdächtigen verhaftet und wenig später zu 5 Jahren Freiheitsstrafe unter anderem wegen Brandstiftung verurteilt. In einem Berufungsverfahren entschied das Amsterdamer Gericht, dass die Beweise die zum ursprünglichen Urteil herangezogen worden waren, illegal erlangt wurden. Daraufhin wurde sein Strafmaß auf 18 Monate reduziert.
Von 2005 bis 2006 arbeitete Roemersma beim Institut Panos in Paris, für das er am 30. und 31. Mai 2006 die OECD-Konferenz Deepening Voice and Accountability to Fight Poverty: a Dialogue of Communication Implementers besuchte. 2006 war er Mitarbeiter der NiZA (Niederländisches Institut für Südafrika) und als Beobachter der Wahl von 2006 im Kongo. Zusammen mit Jolien Schure publizierte er danach das Buch Verkiezingen in Congo, over loze beloftes en tellen tot diep in de nacht (Wahlen im Kongo, über falsche Versprechungen und Auszählungen bis tief in die Nacht).
Im Jahr 2007 war er in Ecuador am Aufbau des lateinamerikanischen Rundfunk-Netzwerks Asociación Latinoamericana de Educación y Comunicación Popular (ALER) beteiligt. Ziel war es durch eine verbesserte Kommunikation die Beteiligung der Bevölkerung an der Demokratie zu erhöhen.
René Roemersma starb am 17. Februar 2021 in Santander.

## Schriften
- mit Jolien Schure: Verkiezingen in Congo. Over loze beloftes en tellen tot diep in de nacht. Nederlands instituut voor Zuidelijk Afrika, Amsterdam 2007, ISBN 978-90-78028-10-9.